# Georg Ernst von Tschammer
Georg Ernst von Tschammer (geb. 27. Dezember 1705 in Dahse (Schlesien); gest. 16. Oktober 1762) war ein preußischer Landrat.

## Leben
Georg Ernst von Tschammer war ein Sohn des George Caspar von Tschammer (1669–1719), Erbherr auf Quaritz, Dahse, Groß-Nieder-Tschirnau und Petersdorf und dessen Ehefrau Maria Marianna, geb. von Bünau auf Matzdorf. Es wird angenommen, dass Georg Ernst sein schulische Ausbildung am  Breslauer Elisabet-Gymnasium erhielt. 1725 immatrikulierte er sich an der Universität Frankfurt (Oder). 1729 heiratete er seine Cousine Marianna Magdalena, Tochter des Hiob Gotthardt von Tschammer auf Dromsdorf. 1742 wurde er zum ersten Landrat des Kreises Wohlau ernannt. Georg Ernst von Tschammer starb nach rund 20 Jahren Dienst als Landrat im Jahr 1762, sein Amtsnachfolger wurde Friedrich Heinrich von Bibran und Modlau.

## Persönliches
Ein jüngerer Bruder von Georg Ernst von Tschammer war Friedrich Rudolph von Tschammer, der von 1751 bis 1753 Landrat des Kreises Guhrau war.